# Нидервенинген
Нидервенинген (нем. Niederweningen) — коммуна в Швейцарии, в кантоне Цюрих.
Входит в состав округа Дильсдорф. Население составляет 2555 человек (на 31 декабря 2007 года). Официальный код — 0091.

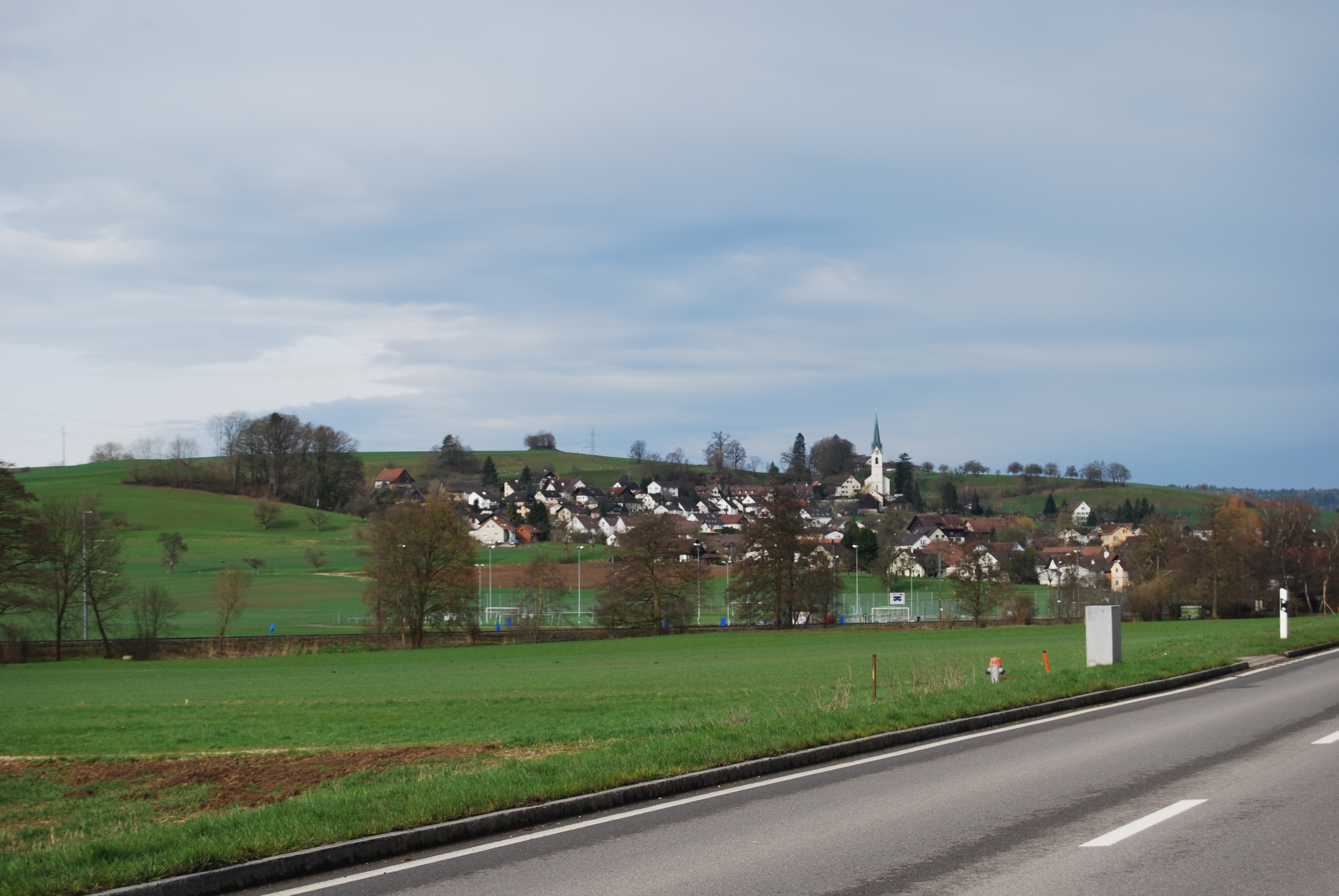
Нидервенинген